# Kerzaz (distrito)
Kerzaz é um distrito localizado na província de Béchar, Argélia, e cuja capital é a cidade de mesmo nome, Kerzaz. Segundo o censo de 2008, a população total do distrito era de 9 876 habitantes.

## Municípios
O distrito está dividido em três municípios:
- Kerzaz
- Timoudi
- Béni Ikhlef